# Ярослав Сайферт
Я́рослав Са́йферт (іноді трапляються також варіанти української передачі прізвища Сейферт, Зайферт та Зейферт; чеськ. Jaroslav Seifert; 23 вересня 1901, Прага — 10 січня 1986, там само) — чеський поет, перекладач і журналіст, народний митець Чехословаччини (1966), перший і досі єдиний чеський письменник, який здобув Нобелівську премію (1984).

## Початок біографії
Народився в робітничій родині в празькому районі Жижков. Не довчившися в гімназії, зайнявся журналістською працею — спочатку в комуністичній газеті «Rudé právo», а в 1922—1925 був редактором сатиричного журналу «Sršatec». Одночасно працював у Комуністичній книгарні і видавничому домі (1923—1927). Був одним з фундаторів літературного угруповання «Деветсил» і співредактором його збірника (1922). 1927—1929 років працював у тижневику комуністичної партії Чехословаччини «Reflektor», але 1929 підписав (разом з шістьма іншими чільними літераторами-комуністами) антипартійну декларацію, в якій засуджувалося поступове «збільшовичення» та посилення впливу Москви, і був виключений з партії. Відтоді співпрацював у соціал-демократичній та профспілковій пресі, більше орієнтованій на середній клас (наприклад, «Lidové noviny», «České slovo»). 1933—1939 років редагував відділ культури в щоденній газеті «Ranní noviny».

## Ранні періоди творчості
Перші поетичні спроби Сайферт опублікував на шпальтах газети «Právo lidu» 1919 року, а 1921 вийшла його дебютна збірка віршів «Місто в сльозах» ("Město v slzách). Ці твори написано в річищі програмових принципів «Деветсилу»: орієнтація на створення пролетарського, колективістського мистецтва, оспівування соціальної революції та оптимізм щодо побудови нового світу. Але вже тут виявилися й інші риси Сайфертового поетичного почерку: не всі ці вірші є винятково агітаційними; пролетарська боротьба приваблює його як спільний естетичний чин, а мета революції для нього — віднайдення щастя в повсякденному житті. Серед ранніх віршів поета поруч із палким запереченням технічної цивілізації та міського життя можна зустріти й ліричні тексти, де на тлі пейзажу робітничого передмістя виникають образи народної міфології. Сайферт виявився першим чеським поетом, який для створення індивідуального поетичного світу безпосередньо використав прийоми наївного образотворчого мистецтва. Вплив цього напряму живопису літературознавці вбачають у таких рисах, як романтично-наївна візія майбутньої зміни світу, навмисно дитяче бачення сенсу й мети революції, безпосереднє називання почуттів (замість їх передавання поетичними засобами), а також у примітивізмі поетичних прийомів (тривіальні рими, нескладний ритм тощо).

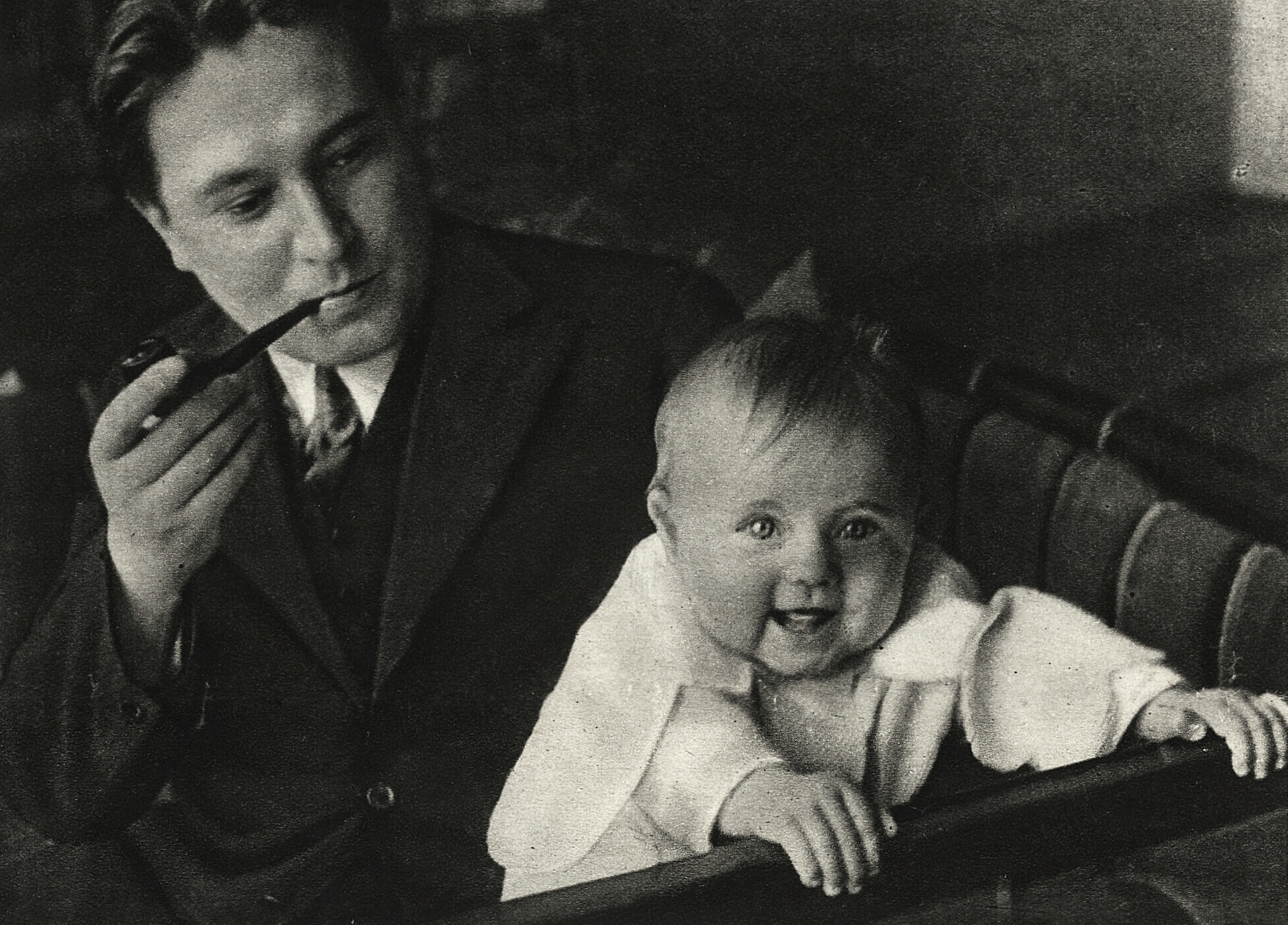

Наступна збірка, «Лише кохання» («Samá láska», 1923) знаменувала поступовий перехід до відмінних поетичних та світоглядних засад. Буяння фантазії, почуттєва вразливість, відмова від риторики — такими рисами відзначалися нові вірші; в тематиці з'являються не тільки мрії про революції, але й звичайні радощі робітничих околиць міста. Так Сайферт стал представником мистецької течії, відомої в історії чеської літератури під назвою поетизм. Ці тенденції набули подальшого розвитку в збірці 1925 року «На радіохвилях» («Na vlnách TSF»), в якій ще більше розмаїття вражень і відчуттів. У цей період, крім піднесеної лірики, що оспівувала романтику кохання, екзотику мандрів, поетизувала реалії великого міста і навіть здобуття техніки, поет створює також низку експериментальних віршів (дослідники твердять, що під впливом Аполлінера), де порушуються логічні зв'язки, панує ускладнена метафора, текст будується на основі каламбуру, використовуються різні друкарські засоби… Слід відзначити, що протягом багатьох десятиліть (аж до шістдесятих — сімдесятих років, коли він почав писати переважно верлібром), це був чи не єдиний виняток, що поет відступив від традиційної форми: назагал його вірші вважаються винятково легкими, мелодійними, зрозумілими, близькими до народної пісні (найвиразнішими в цьому відношенні є збірки тридцяти років). Літературна діяльність поетистів, позначена нахилом до експериментів, легким сприйняттям життя, насолодою матеріальним світом, і взагалі перебувала поза річищем традицій чеської літератури, якій до того часу притаманна була серйозність і патетичність.
Нахил до експериментування швидко минувся, а разом із ним і легкість у сприйнятті життя; це було також ознакою кризи поетизму. У нових поезіях Сайферта знов з'являються соціальні мотиви (зокрема антивоєнні). Збірки «Соловейко співає погано» («Slavík zpívá špatně», 1926) та «Поштовий голуб» («Poštovní holub», 1929) ще писані в дусі поетизму, проте в них дедалі менше власне поетичного бачення світу, дедалі більше роздумів та рефлексії.
Ці тенденції чіткіше виявилися в збірках «Яблуко з подолу» («Jablko z klína», 1933) та «Венерині руки» («Ruce Venušiny», 1936) — найкращого, що було створено Сайфертом перед війною. Для них характерна лірична рефлексія над плином часу, спостереження світу через призму спогадів; головними мотивами є кохання, образки з дитинства, краєвиди вітчизни. Домінує класична строфіка; виразними є пісенні інтонації; метафоричність послаблена порівняно з попередніми поезіями.
З різними модифікаціями ці риси притаманні також творам поета, що повстали в тяжкі для Чехії часи — від мюнхенських угод до кінця Другої світової війни: «Згасіть вогні» («Zhasněte světla», 1938,— безпосередня реакція на Мюнхен), «Віяло Божени Нємцової» («Vějíř Boženy Němcové», 1940; рефлексія над долею і спадщиною великої чеської письменниці), «Одягнута світлом» («Světlem oděná», 1940), «Кам'яний міст» («Kamenný most», 1944,— видані нелегально варіації на тему празьких легенд), «Каска глини» («Přilba hlíny», 1945,— вірші про Празьке повстання; існує також варіант перекладу назви «Череп'яна каска»). Маючи глибоке коріння в чеській культурній традиції, дуже конкретні за змістом і образністю, ці тексти зміцнювали віру в невмирущість народу.

## Після Другої світової війни
В 1945—1948 роках Ярослав Сайферт редагував літературно-мистецький щомісячник «Kytice», а пізніше повністю присвятив себе літературній творчості. 1946 року виходить його поетична книжка «Моцарт у Празі» («Mozart v Praze»), 1948-го — «Рука і полум'я» («Ruka a plamen»), а 1950-го — «Пісня про Вікторку» («Píseň o Viktorce»), де автор знову звертається до постаті Божени Нємцової. Але зміни в соціальному устрої та ідейній атмосфері повоєнної Чехословаччини (коли вимагалося від літераторів писати лише радісні тексти за нормативами соцреалізму, а пошук нових творчих шляхів був утруднений) спричинився до глибокої творчої кризи поета. До цього додалася також його важка хвороба. Видавши два томи ліричних віршів, тематикою яких були спогади про пролетарське дитинство («Матуся» — «Maminka», 1954, та «Хлопчик і зірки» — «Chlapec a hvězdy», 1956), він замовк на дев'ять років. Попри це Сайферт залишався дуже шанованим митцем, в тому числі шанованим і офіційно: 1955 року отримав Державну премію імені Клемента Ґотвальда (за збірку «Матуся»), 1966-го — почесне звання народного митця.
У сорокові та п'ятдесяті роки Сайферт також працює для дітей. 1948 року він укладає збірку казок чеських письменників «Kouzelná lucerna», до якої пише віршовану передмову. Збірка віршів, написаних на малюнки Міколаша Алеша «Ішов художник убого світами» (1949), призначалася саме маленькому читачеві. Виходили також його вибрані поезії у виданнях спеціально для молоді.
Повернення до поетичної творчості було пов'язане зі зміною в Чехословаччині суспільних настроїв, а далі й ідеологічного клімату — так званою «Празькою весною». Але це був зовсім інший Сайферт: він почав писати вільним віршем, облишив пісенну форму; залишаючись прихильним до опису повсякденних реалій життя, став звертати більше уваги на його скороминущість, протиріччя, відносність усього сталого — навіть позитивних цінностей життя. У способі опису зростає суб'єктивність, а в засобах — використання метонімії; поглиблюється рефлексивність. До цього періоду належать збірки «Концерт на острові» («Koncert na ostrově», 1965), «Комета Галлея» («Halleyova kometa», 1967), «Виливання дзвонів» («Odlévání zvonů», 1967).
Поет отримує ще одну Державну премію імені Клемента Ґотвальда (1968), а в 1968—1970 займає посаду голови Спілки чехословацьких письменників.
Проте невдача Празької весни, перерваної радянською окупацією, спричинилася до нової, ще довшої перерви в творчості Сайферта: наступна книжка, «Парасолька з Пікаділлі» («Deštník z Piccadilly», 1979), виходить лише через дванадцять років (якщо не рахувати закордонних видань). Величезний авторитет поета не дав можливості прорадянській владі Гусака застосувати до нього репресії (хоча він не приховував свого ставлення до тоталітаризму і підписав Хартію 77): не було заборони на його ім'я, книжки виходили й далі (1970 року в Празі навіть вийшов черговий, сьомий том зібрання його творів, розпочатого ще в п'ятдесяті роки; деякі публікації забороняли, але потім знов дозволяли, хоча й із цензурними вилученнями), його твори перекладають в Радянському Союзі, на відміну від творів таких «безнадійних» дисидентів, як Вацлав Гавел, Павел Когоут чи Богуміл Грабал. Одночасно збільшується й кількість закордонних видань Сайферта по той бік «залізної завіси». Не викликало якоїсь особливо ворожої реакції влади і присудження Сайфертові Нобелівської премії з літератури 1984 року (хоча він і не був присутній на церемонії вручення премії — замість нього її отримала його дочка,— але не тому, що його не випустили з країни, а через хворобу).
Після згаданого тому поезій «Парасолька з Піккаділлі» вийшли ще збірки «Моровий стовп» («Morový sloup», 1981), в якій відчувається песимізм автора (обставини життя в тодішній Чехословаччині він сприймає як морову пошесть; порівняймо з алегоричною повістю Валерія Шевчука «Мор»), та «Бути поетом» («Býti básníkem», 1983), а також книжка спогадів «Вся краса світу» («Všecky krásy světa»; вийшла спочатку 1981 року в Кельні та Торонто, а наступного — вже в Празі). Останні твори Сайферта звернені до минулого, але це минуле поет спостерігає крізь призму сучасності; вони сповнені внутрішнього неспокою та роздумів над перебігом справ усього світу.

## Переклади
Крім оригінальних поетичних творів, Сайферт залишив і помітну перекладацьку спадщину. Він відтворив чеською мовою поезії Верлена, Аполлінера, Блока, Ґурамішвілі, Нізамі.

## Сайферт в Україні
Український читач вперше дізнався про Сайферта 1927 року зі статті Антіна Павлюка «Нова чеська поезія». Павлюк також перекладав Сайферта (вірші «Старе бойовище» і «Колискова» в восьмому числі журналу «Червоний шлях» за 1928 рік, с. 65-67).
Пізніше вірші Ярослава Сайферта «Гора Ржип», «Материнське дзеркальце» і «Мертві в Лідіцях» перекладали українською Павло Тичина і Ярослав Шпорта (іхні переклади опубліковано в журналі «Вітчизна», 1956, № 4, с. 104-105). Переклад «Гори Ржип» увійшов також до антології «Чеська поезія» (Київ: Державне видавництво художньої літератури, 1964), а переклади Шпорти було в цьому виданні замінено на інші; повний зміст опублікованої там добірки поезій Сайферта такий: «Вступний вірш» (зі збірки «Місто в сльозах»; переклад Олекси Новицького), «Вірш найпокірніший» (з тієї ж таки збірки; переклад Григорія Кочура), «Пісенька для вербової сопілки» (теж переклад Кочура), «Карти й менует» (переклад Віталія Коротича), «Колисанка» (переклад Марії Пригари), «Боюсь» (переклад Івана Цитовича), вже згадана «Гора Ржип» (зі збірки «Ішов художник бідний по світу», переклад Павла Тичини), «Празьке повстання» (зі збірки «Череп'яна каска», переклад Юрія Петрова) і три вірші в перекладі Василя Швеця: «Мертві у Лідіце» (зі збірки «Череп'яна каска»), «Ти, війно» та «Мамине дзеркальце» (зі збірки «Матуся»). Ця добірка займає у згаданій антології сторінки з 356 по 367. Переклади, зроблені Кочуром, увійшли також до його підсумкової збірки «Третє відлуння» (Київ: Український письменник, 2006, с. 608-609).
Поезії Сайферта перекладав українською і Остап Тарнавський. У його книжці «Поетичні переклади», що вийшла в 2006 році у київському видавництві Пульсари, опубліковано такі переклади: Третя ніч, Вагота землі, Пісня про смерть, Пісня про закінчення, Воскова свічка, Прибрана світлом, Чеська земля, «Миленькі, вечорові паломники», «Чи можна розказати віршем пісню», «Не знаю, як почати».
| Остання строфа поезії «Мамине дзеркальце» зі збірки «Матуся» | | |
| Оригінал | У перекладі Ярослава Шпорти | У перекладі Василя Швеця |
| Maminčino zrcátko <…> Vcházím. Dnes nemám odvahu, nikdo nestojí na prahu, nikdo mi nestiskne dlaně. A rozhlížím se zmateně, zrcadlo visí na stěně. Pro slzy nevidím na ně. | Материнське дзеркальце <…> Заходжу. В журбі і тривозі Ніхто не стоїть на порозі І руку не тисне гарячу. Б'є серце тривожне без краю, А дзеркальце з стінки не сяє… Його за слізьми я не бачу | Мамино дзеркальце <…> Входжу. І в серці знемога: порожньо біля порога, пусткою віє неначе. Очі підводжу без тями — дзеркало висить так само, я ж за сльозами не бачу. |